# Martin Kirschbaum
Martin Friedrich Wilhelm Kirschbaum (* 19. Juli 1888 in Berlin; † 5. Februar 1958 ebenda) war ein deutscher Kriminalbeamter.

## Leben und Wirken

### Kaiserreich
Kirschbaum war ein Sohn des Hofoperateurs Heinrich Kirschbaum. Von 1907 bis 1910 gehörte Kirschbaum den Kürassieren an. Danach wechselte er zu den 3. Garde-Ulanen in Potsdam. Von dort wurde er zum Oberstallamt des Kaisers versetzt.
Bei Ausbruch des Ersten Weltkriegs im Sommer 1914 meldete er sich wieder bei den Kürassieren. Von 1914 bis 1916 kam er mit den Pasewalker Kürassieren an der Westfront zum Einsatz. Zuletzt erreichte er dort den Rang eines Wachtmeisters. Nach einer schweren Verletzung wurde er 1916 in die Heimat zurückgeschickt. Anschließend übernahm er die Spionageüberwachung bei der Militärpolizei in Stettin (Abteilung IIIb des Großen Generalstabs). Im Juli 1918 wurde Kirschbaum zur Politischen Polizei in Berlin versetzt, wo er dem Oberregierungsrat Doyé zur Verfügung gestellt wurde.

### 1918 bis 1920
Kurz nach dem Ausbruch der Novemberrevolution und dem Zusammenbruch des Kaiserreiches im Herbst 1918 schloss Kirschbaum sich dem Freikorps Regiment Reinhard an, dem er bis 1920 angehörte: Während der langwierigen Auseinandersetzung von Revolutionären und staatlichen Ordnungskräften in Berlin im Jahr 1919 leitete er die Nachrichtenabteilung der von Eugen von Kessel geführten „Streifkompanie Kessel“ (auch bekannt als „Fliegende Kraftwagenstaffel Kessel“). Sie hatte Beweise für „staats- und regierungsfeindliche Absichten“ zu sammeln und erarbeitete zu diesem Zweck Listen der Führer der Spartakusbewegung – einschließlich Verzeichnissen von deren Aufenthaltsorten –, mit deren Hilfe sie kurz vor Ausbruch der Berliner Märzkämpfe 1919 über 120 Führer der Spartakusbewegung verhafteten.
Ferner war Kirschbaum 1919 an den Verhaftungen der Kommunistenführer Karl Radek und Leo Jogiches beteiligt. Die Absicht Kirschbaums und anderer Angehöriger des Regiments Reinhard Radek zu hängen wurde im letzten Augenblick dadurch verhindert, als bekannt wurde, dass dieser gegen in Russland kriegsgefangene deutsche Offiziere ausgetauscht werden sollte.
Dem damaligen Reichsfinanzminister Matthias Erzberger wurde Kirschbaum zum Personenschutz zugeteilt mit dem geheimen Zusatzauftrag von Oberst Reinhard und von Doyé ihn zu überwachen und sie, Doyé und Reinhard, ständig über Erzbergers Aktivitäten zu informieren.
Kirschbaum selbst wurde kurzzeitig zusammen mit Otto Marloh wegen ihrer Rolle bei der standrechtlichen Erschießung von einigen Dutzend Angehörigen der Berliner Volksmarinedivision verhaftet. Nach seiner Haftentlassung aus Mangel an Beweisen beteiligte er sich an der gewaltsamen Befreiung von Marloh aus der Haft, dem er zwei Pässe beschaffte, mit denen dieser ins Ausland fliehen konnte.
Den Führer der Volksmarinedivision Heinrich Dorrenbach verhaftete Kirschbaum in Eisenach – nachdem Dorrenbach nach einer ersten Verhaftung in Gotha von einer Volksmenge befreit worden war – und brachte ihn nach Berlin, wo er nach seiner Vernehmung angeblich „auf der Flucht erschossen“ wurde. In der Linkspresse wurde Kirschbaum daraufhin als „Meuchelmörder“ gebrandmarkt.
In ähnlicher Weise wirkte Kirschbaum an der Verhaftung des Kommunisten Sylt mit, der nach einer aufwieglerischen Rede vor der Belegschaft der Wasser-, Gas- und Elektrizitätswerke von Kirschbaum und dem Kriminalkommissar Dehnecke verhaftet und kurz danach von Dehnecke im Beisein Kirschbaums erschossen wurde.
Nach der Unterzeichnung des Versailler Vertrages führte er zusammen mit dem Oberleutnant Simson einen Überfall einer Gruppe von Studenten auf das Berliner Zeughaus an, bei dem im Krieg von 1870/1871 erbeutete französische Kriegsfahnen, die dort als Trophäen verwahrt wurden, zu deren Rückgabe an Frankreich sich das Deutsche Reich mit der Unterzeichnung des Versailler Vertrages verpflichtet hatte, „beschlagnahmt“ und in einer „patriotischen“ Protestkundgebung gegen den Versailler Vertrag auf der Straße Unter den Linden vor dem Reiterstandbild Friedrichs des Großen verbrannt wurden, um die Fahnen so einer Rückgabe an Frankreich zu entziehen. Simson war damals im Gegensatz zu Kirschbaum alleinstehend, nahm die Verantwortung für diese Aktion alleine auf sich und floh nach Südamerika, während Kirschbaum unbehelligt blieb.
Im Jahr 1920 wurde er bei der Berliner Kriminalpolizei eingestellt. Von dort wurde er zur Zollfahndungsstelle versetzt und zum britischen Oberkommando in Köln entsandt, um dort gemeinsam mit den Briten den Kommunismus zu bekämpfen. Anschließend wurde er an der niederländischen Grenze zur Bekämpfung des Schmuggels eingesetzt. Danach wollte Kirschbaum sich zur Berliner Kriminalpolizei zurückversetzen lassen, wurde aber stattdessen auf Veranlassung von Carl Severing aus dem Staatsdienst entfernt. Daraufhin zog er sich noch 1920 als Kriminalsekretär i. R. ins Privatleben zurück.

### Weimarer Republik
1927 nahm Kirschbaum eine Stellung als Ermittlungsbeamter und Geldeintreiber des Unternehmens Deutsche Familienkaufhaus GmbH (Defaka) an. Im Zuge der landesweiten Expansion dieses Konzerns übernahm er die Organisation der Zentralermittlungsstelle der Defaka.
Mit dem Aufstieg der NS-Bewegung Ende 1920er und Anfang der 1930er Jahre begann Kirschbaum sich dieser anzunähern: Ab 1929 wurde er für die von Walter Stennes geführte Berliner SA nachrichtendienstlich tätig. Stennes, den Kirschbaum 1919 nachrichtendienstlich ausgebildet hatte, wurde von diesem bis 1931 mit wichtigen Informationen versorgt. Nach der gescheiterten Stennes-Revolte am 1. April 1931 setzte Kirschbaum seine inoffizielle informatorische Tätigkeit auf Bitten von Karl Ernst, der zu jener Zeit Stabsführer der Berliner SA wurde, fort. Insbesondere belieferte er die SA-Untergruppe Berlin Ost, die ab 1932 von Ernst geführt wurde, mit Nachrichten und half ihr bei der Beschaffung von Waffen und Munition. Von einem offiziellen Eintritt in die SA und die NSDAP soll er während dieser Zeit abgesehen haben, um seine Tätigkeit als Nachrichtenmann zu tarnen.

### Zeit des Nationalsozialismus
Wenige Wochen nach dem Machtantritt der Nationalsozialisten im Frühjahr 1933 trat Kirschbaum zum 1. Mai 1933 offiziell in die NSDAP (Mitgliedsnummer 3.010.824) ein. Dabei wurde ihm von der Berliner SA-Gruppe bescheinigt, dass er bereits vor 1933 für die SA nachrichtendienstlich tätig gewesen war und auf ausdrücklichen Wunsch der SA-Führung – um seine getarnte Tätigkeit für diese nicht zu gefährden – vor 1933 nicht in die Partei eingetreten war. In der SA, in die er zur selben Zeit eintrat, erhielt Kirschbaum 1933 direkt den Rang eines Sturmführers und später den eines Obersturmführers.
Freundschaftliche Bande unterhielt Kirschbaum von 1933 bis 1934 insbesondere zum Gruppenführer der Berliner SA Karl Ernst, mit dem er seit 1931 zusammengearbeitet hatte: für diesen organisierte er 1933 beim DeFaKa die Ausstattung für dessen Villa in der Podbielskiallee 83 in Berlin-Dahlem, indem er ihm Waren im Wert von 14.000 RM für einen Preis von nur 4.000 RM verschaffte. Im Herbst 1933 finanzierte Kirschbaum dann die Hochzeit Ernsts und organisierte eine für Juli 1934 geplante Seereise Ernsts und seiner Frau nach Madeira mit einem Dampfschiff des Norddeutschen Lloyd.
Am Mittag des 30. Junis 1934 wurde Kirschbaum anlässlich der Röhm-Affäre in Bremerhaven als Begleiter von Ernst und seiner Ehefrau verhaftet, als die drei im Begriff waren, das Schiff zu besteigen, mit dem sie Ernsts Hochzeitsreise nach Madeira unternehmen wollten. Ernst und Kirschbaum wurden einem SS-Kommando unter Führung von Kurt Gildisch übergeben, das sie im Flugzeug nach Berlin brachte. Während Ernst in der Kadettenanstalt Lichterfelde erschossen wurde, wurde Kirschbaum nur in Haft genommen. Eine Beteiligung an der angeblichen Revolte der SA-Führung konnte ihm nicht nachgewiesen werden, und so wurde er schließlich wieder aus der Haft entlassen.
In der SA wurde Kirschbaum nach seiner Haftentlassung von seiner Stellung als Obersturmführer z. b. V. im Stab der SA-Gruppe Berlin-Brandenburg zur SA-Brigade 28 (Horst Wessel) in Lichtenberg überwiesen.

### Untersuchungsverfahren gegen Kirschbaum und Ausscheiden aus der SA (1934 bis 1935)
Bereits seit Frühjahr 1934 wurde wegen Betrug und Beleidigung gegen Kirschbaum ermittelt. Im Sommer 1934 begann dann ein Untersuchungsverfahren gegen Kirschbaum beim Gerichts- und Rechtsamt der Obersten SA-Führung wegen seiner Beziehungen zu dem während der Röhm-Affäre erschossenen Karl Ernst. Gleichzeitig wurde auf Anzeige des Reichsschatzmeisters der NSDAP staatsanwaltschaftlich wegen des Verdachtes der Untreue gegen Kirschbaum ermittelt. In den SA-Disziplinarakten wurde er als „übler Geschäftemacher und Konjunkturritter“, der nur in die SA und Partei eingetreten sei „um Geschäfte zu machen“, charakterisiert, obwohl sich andererseits kein Beweis für eine Verstrickung Kirschbaums in die angebliche Röhm-Revolte habe feststellen lassen.
Im Hinblick auf das wirtschaftliche Gebaren Kirschbaums – im Zusammenhang mit der Begünstigung Ernsts und aufgrund anderer Vorgänge verdächtigte die SA-Gruppe ihn „dunkle[r] Geldgeschäfte, die stark nach Korruption aussehen“ – veranlasste die SA-Führung ihn im April 1935 dazu, sich „auf eigenen Wunsch“ aus der SA entlassen zu lassen. Daraufhin richtete er unterm 13. April 1935 einen Brief an die SA-Führung, in dem er um seine Entlassung aus der SA ersuchte, die von dieser mit Wirkung vom 13. April vollzogen wurde (zuvor hatte man ihm eine Frist gesetzt, einen solchen Brief bis zum 15. April einzureichen oder sonst aus der SA ausgeschlossen zu werden). Diese Vorgehensweise wurde auf einen im März 1935 vom Berliner SA-Gruppengericht (an dem der Oberführer Waldemar Geyer, der Oberführer Hermann Walch, der Obersturmbannführer Fritz Hahn und der Obersturmführer Fiebig mitgewirkt hatten) gefassten Vorschlag hin durchgeführt.

### Weiteres Schicksal im NS-Staat
Seine Aufnahme in die NSDAP wurde ebenfalls nachträglich abgelehnt, 1936 versuchte Kirschbaum vergeblich seine Wiederaufnahme in die NSDAP und in die SA zu erreichen. Anträge seinerseits ihn wieder in die Partei und die Parteiarmee aufzunehmen, die er u. a. an die Dienststelle des Stellvertreters des Führers richtete, wurden abgelehnt.
Es gelang Kirschbaum jedoch, eine Anstellung bei der Gestapo in Köln zu erhalten. 1941 leitete er dort das Amt zur „Bekämpfung des Marxismus“.

### Nachkriegszeit
Nach dem Zweiten Weltkrieg wurde Kirschbaum häufig fälschlich als Adjutant von Karl Ernst identifiziert und vor allem von der Forschergruppe um Walther Hofer und Edouard Calic als angeblicher Komplize von Ernst mit dem Reichstagsbrand vom Februar 1933 in Verbindung gebracht. Forscher wie Fritz Tobias und Uwe Backes sehen eine Involvierung Kirschbaums hingegen als widerlegt an.

## Familie
Kirschbaum hatte mindestens einen Sohn, Gerhard, der als Koch im Hotel Kaiserhof und dann bei der Landespolizeigruppe General Göring tätig war, sowie eine Tochter Lieselotte.

## Nachlass
Personalunterlagen Kirschbaums haben sich im Bundesarchiv erhalten. Namentlich existieren im BDC eine OPG-Akte (Mikrofilm OPG F 8, Bilder 1197–1222), eine PK-Akte (Mikrofilm PK F 401, Bilder 335–357) und eine SA-P-Akte (Mikrofilm SA-P D 137, Bilder 485–706).